# Championnat d'Allemagne féminin de football de deuxième division 2015-2016
 (avril 2021).
Si vous disposez d'ouvrages ou d'articles de référence ou si vous connaissez des sites web de qualité traitant du thème abordé ici, merci de compléter l'article en donnant les références utiles à sa vérifiabilité et en les liant à la section « Notes et références ».
Navigation
2014-2015 2016-2017
La 2. Frauen-Bundesliga 2015-2016 est la 12e édition du championnat d'Allemagne féminin de football de deuxième division. Le championnat est divisé en deux groupes, Nord et Sud, les deux vainqueurs sont promus en  première division (excepté les équipes réserves).

## Compétition

### Classement
Le classement est calculé avec le barème de points suivant : une victoire vaut trois points, le match nul un et la défaite zéro.
Les critères utilisés pour départager en cas d'égalité au classement sont les suivants :
1. différence entre les buts marqués et les buts concédés sur la totalité des matchs joués dans le championnat ;
2. plus grand nombre de buts marqués sur la totalité des matchs joués dans le championnat.

| Rang | Équipe                      | Pts | J  | G  | N | P  | Bp | Bc | Diff |
| ---- | --------------------------- | --- | -- | -- | - | -- | -- | -- | ---- |
| 1    | MSV Duisbourg R             | 66  | 22 | 22 | 0 | 0  | 75 | 14 | +61  |
| 2    | BV Cloppenburg              | 49  | 22 | 16 | 1 | 5  | 61 | 25 | +36  |
| 3    | FSV Gütersloh 2009          | 43  | 22 | 13 | 4 | 5  | 53 | 30 | +23  |
| 4    | HSV Borussia Friedenstal R  | 37  | 22 | 11 | 4 | 7  | 57 | 41 | +16  |
| 5    | 1. FC Lübars                | 36  | 22 | 11 | 3 | 8  | 41 | 29 | +12  |
| 6    | SV Meppen                   | 35  | 22 | 10 | 5 | 7  | 35 | 27 | +8   |
| 7    | FFC Turbine Potsdam rés.    | 31  | 22 | 9  | 4 | 9  | 55 | 40 | +15  |
| 8    | VfL Wolfsbourg rés.         | 28  | 22 | 7  | 7 | 8  | 28 | 28 | 0    |
| 9    | SV Henstedt-Ulzburg P       | 21  | 22 | 6  | 3 | 13 | 38 | 58 | -20  |
| 10   | Blau-Weiß Hohen Neuendorf P | 12  | 22 | 2  | 6 | 14 | 20 | 50 | -30  |
| 11   | FFV Leipzig                 | 12  | 22 | 3  | 3 | 16 | 18 | 88 | -70  |
| 10   | Holstein Kiel               | 5   | 22 | 1  | 2 | 19 | 19 | 78 | -59  |

| Légende : | Légende : |
| --------- | --- |
|           | Promu en Frauen-Bundesliga. |
|           | Qualifié pour les barrages de relégation. |
|           | Relégué en Regionalliga. |
|           | R Relégué de Frauen-Bundesliga. P Promu de Regionalliga. Pts points ; G victoires ; N matchs nuls ; P défaites Bp buts marqués ; Bc buts encaissés ; Diff différence de buts |

- Le 1. FC Lübars se retire de la compétition en fin de saison.

| Rang | Équipe                           | Pts | J  | G  | N | P  | Bp | Bc | Diff |
| ---- | -------------------------------- | --- | -- | -- | - | -- | -- | -- | ---- |
| 1    | TSG Hoffenheim rés.              | 58  | 22 | 18 | 4 | 0  | 61 | 12 | +49  |
| 2    | Borussia Mönchengladbach P       | 50  | 22 | 16 | 2 | 4  | 54 | 22 | +32  |
| 3    | Bayern Munich (féminines) rés. P | 43  | 22 | 13 | 4 | 5  | 49 | 28 | +21  |
| 4    | FC Sarrebruck                    | 43  | 22 | 12 | 7 | 3  | 40 | 29 | +11  |
| 5    | TSV Schott Mayence P             | 33  | 22 | 9  | 6 | 7  | 26 | 25 | +1   |
| 6    | TSV Crailsheim                   | 29  | 22 | 8  | 5 | 9  | 39 | 50 | -11  |
| 7    | FFC Francfort rés.               | 26  | 22 | 7  | 5 | 10 | 32 | 36 | -4   |
| 8    | VfL Sindelfingen                 | 26  | 22 | 8  | 2 | 12 | 28 | 44 | -16  |
| 9    | FSV Hessen Wetzlar P             | 24  | 22 | 7  | 3 | 12 | 30 | 28 | +2   |
| 10   | SV 67 Weinberg                   | 18  | 22 | 5  | 3 | 14 | 29 | 43 | -14  |
| 11   | ETSV Würzburg                    | 13  | 22 | 3  | 4 | 15 | 21 | 58 | -37  |
| 12   | Alemannia Aix la Chapelle        | 9   | 22 | 2  | 3 | 17 | 21 | 55 | -34  |

| Légende : | Légende : |
| --------- | --- |
|           | Promu en Frauen-Bundesliga. |
|           | Qualifié pour les barrages de relégation. |
|           | Relégué en Regionalliga. |
|           | R Relégué de Frauen-Bundesliga. P Promu de Regionalliga. Pts points ; G victoires ; N matchs nuls ; P défaites Bp buts marqués ; Bc buts encaissés ; Diff différence de buts |

- Les équipes réserves ne peuvent être promues en 1.Bundesliga.

## Barrage de relégation
Le SV 67 Weinberg gagne les barrages contre Blau-Weiß Hohen Neuendorf (7-1, 3-3) et se maintient en deuxième division.
Le Blau-Weiß Hohen Neuendorf profite finalement du retrait du 1. FC Lübars pour être repêché.